# Anacroneuria marginata
Anacroneuria marginata är en bäcksländeart som beskrevs av Bill P.Stark 1998. Anacroneuria marginata ingår i släktet Anacroneuria och familjen jättebäcksländor. Inga underarter finns listade i Catalogue of Life.